# خوش مرم
خُوش مِرِم أو الخُشْمِرم (بالفارسية: خوش مَرَم) هي حلوى تركية مشهورة في مناطق بحر إيجة في مرمرة بتراقيا ووسط الأناضول في تركيا. يطلق عليه أحيانًا peynir helva أو بالعثمانية: بِنير حلوى أي حلاوة الجبن. تؤكل حلوى خفيفة ويمكن أن يعلوها الضنضرمة أو العسل أو المكسرات.
الخوش مرم موجودة منذ ما يقرب 50-55 عامًا منتجًا تجاريًا في الأسواق ومحلات الحلويات. ومع ذلك فإن معظم تصنيعها يكون على نطاق ضيق. قد تختلف الوصفات والطرق من منطقة إلى أخرى. تشمل الوصفات التقليدية الجبن الطازج غير المملح والسميد والسكر الناعم. قد يحتوي المنتج تجاريًا على القشدة والبيض والريبوفلافين بالإضافة إلى المكونات التقليدية للأصناف محلية الصنع.

## الصور

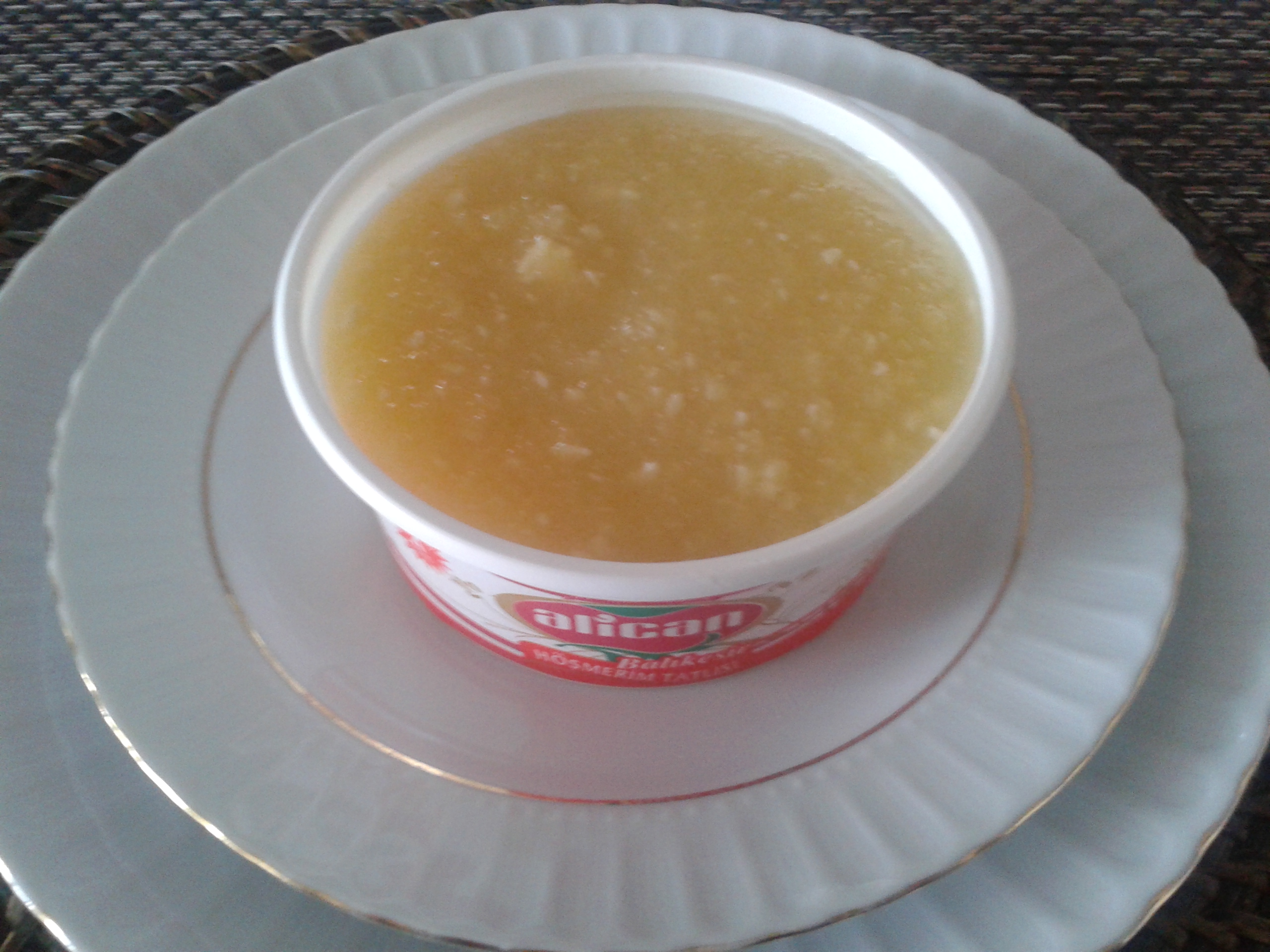
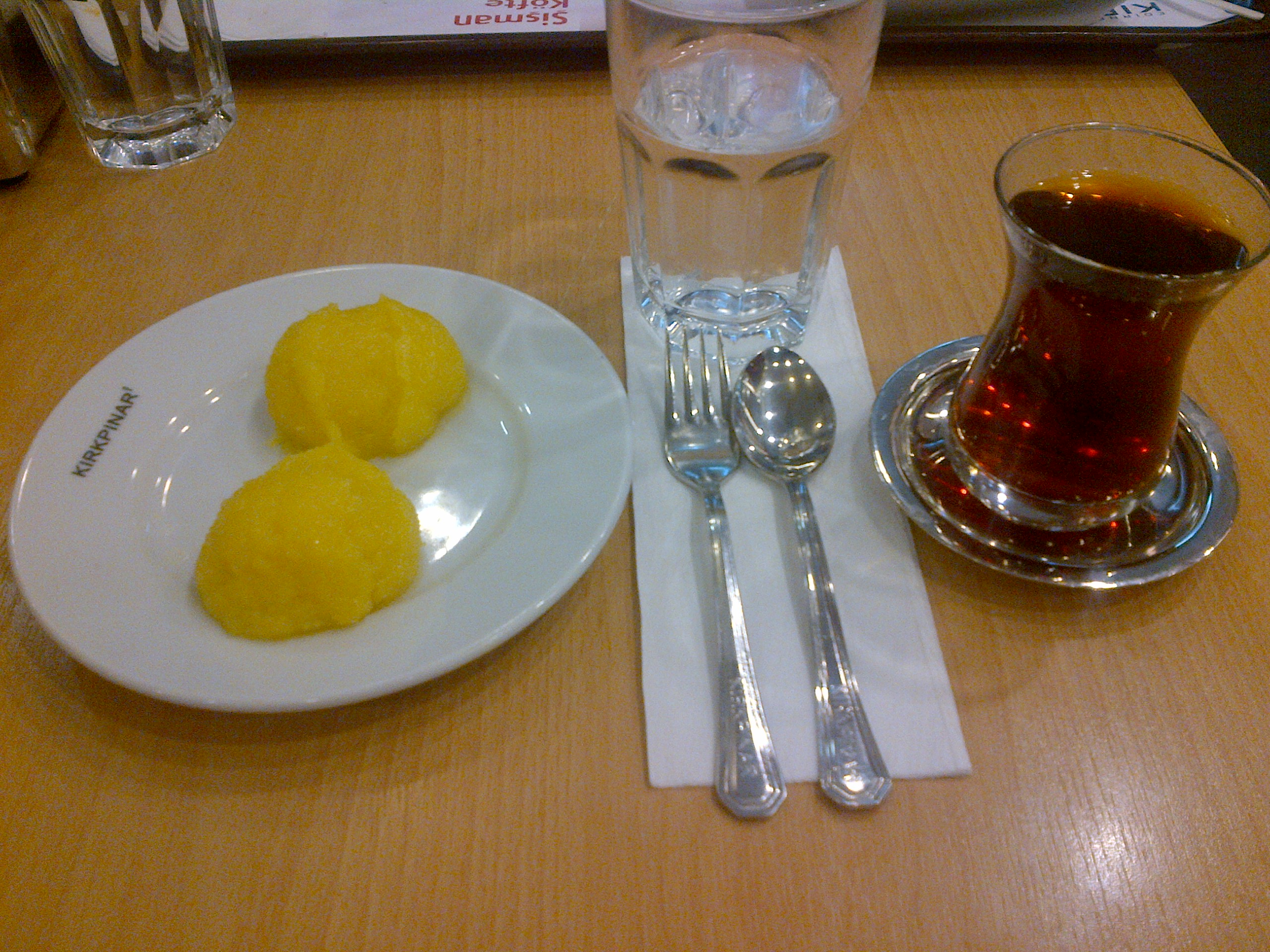
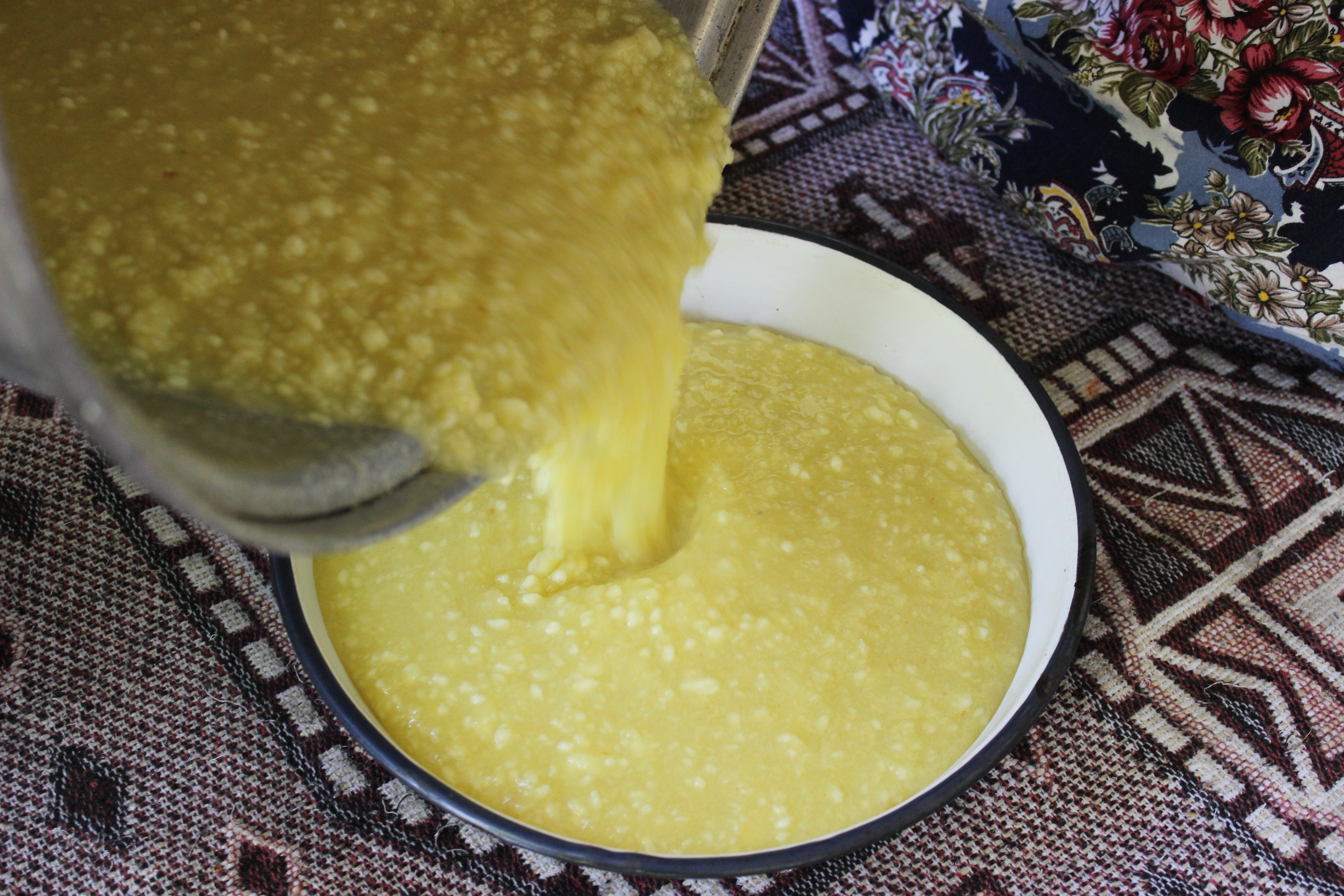